# Fonelas
Fonelas – gmina w Hiszpanii, w prowincji Grenada, o powierzchni 96,41 km². W 2011 roku gmina liczyła 1085 mieszkańców.
Jednym z najbardziej rozpoznawalnych produktów sadu są brzoskwinie.